# Commander Shepard
Commander Shepard is een personage in de serie computerspellen van Mass Effect. Het personage maakte zijn debuut in het gelijknamige spel uit 2007.

## Personage
Commander Shepard is een soldaat van het Systems Alliance Navy leger en krijgt de opdracht om de Reapers, een buitenaardse vijand uit te schakelen. Oorspronkelijk zou het uiterlijk van het soldatenpak rood met wit gaan worden, maar dit werd aangepast naar houtskoolgrijs.
Bij aanvang van de spellen kiest de speler een geslacht, klasse, naam en uiterlijk voor het personage. Commander Shepard is er zowel in een mannelijke als vrouwelijke variant. De mannelijke versie is gebaseerd op het Nederlandse fotomodel Mark Vanderloo.
Het personage werd positief ontvangen in recensies. Shepard kwam na een stemming door het Amerikaanse tijdschrift Game Informer op de tweede plek, na Halo's Master Chief, in de lijst van 30 beste computerspelpersonages.

## In andere spellen
Shepard verscheen ook in andere spellen. Zo heeft het personage enkele korte cameo's in andere spellen van Electronic Arts en zijn er verwijzingen aanwezig in Mass Effect: Andromeda. Ontwikkelaar BioWare gaf aan dat het personage niet meer in toekomstige spellen zal verschijnen.

## Trivia
- De naam van Commander Shepard is afgeleid van de Amerikaanse ruimtevaarder Alan Shepard.